# Marie Goegg-Pouchoulin
Marie Goegg-Pouchoulin (Ginebra, Suïssa, 24 de maig del 1826 - Ginebra, 24 de març del 1899) fou una pionera feminista suïssa, lluitadora també per l'abolició de la prostitució i en pro de la pau. S'involucrà per obtenir l'accés de les dones a l'educació universitària i cofundà l'Associació Internacional de Dones i el Journal des femmes, primer periòdic feminista suís.

## Biografia
Sos pares eren Adrienne Paudex i Jean Pouchoulin, descendents de refugiats hugonots francesos. El seu pare era un rellotger les idees socialistes del qual li influïren profundament. Com era habitual en l'època, solament rebé una educació elemental, i als 13 anys treballava en el negoci del pare.
Marie Pouchoulin va créixer en un ambient marcat per idees socialistes. No obstant això, va ser el contacte amb revolucionaris europeus que refugiats a Suïssa després dels esdeveniments a Europa del 1848 quan es van forjar les seues conviccions respecte a la igualtat d'hòmens i dones. El seu segon espòs, Amand Goegg, un revolucionari alemany, provenia d'aquests cercles marcats per l'exili i als qui la família Pouchoulin llogava habitacions.
Als 19 anys es casà amb el comerciant Marc-Antoine Mercier i tingueren el seu fill Henri Marie Pouchoulin.
El 1848 Europa s'havia vist sacsejada per les revolucions liberals amb tint nacionalista en l'anomenada Primavera dels Pobles i molts refugiats polítics arribaren a Ginebra. Marie conegué alguns d'aquests revolucionaris que van llogar habitacions a casa de Pouchoulin i el 1849 s'enamorà d'Amand Goegg, un jove que havia estat vicepresident de l'assemblea popular i ministre de Finances del govern provisional de la República de Baden i que, en caure, va fugir d'Alemanya i s'havia refugiat a Zuric primer i a Ginebra després.
Marie Pouchoulin va demanar el divorci –un fet gens usual en l'època- i l'obtingué dos anys després. La parella se n'anà a viure a Londres el 1854, després a París, a Offenburg a Alemanya i a Biel/Bienne a Suïssa, amb retorns a Ginebra, on s'establiren definitivament el 1857 i van posar una vidrieria. Tingueren dos fills. El 1868, Amand Goegg figura entre els organitzadors d'una vaga d'obrers de la construcció de Ginebra. La parella se separà el 1874 però mai es divorcià. Amand Goegg va morir el 1897 a la seua ciutat natal, Renchen.

## Activisme feminista

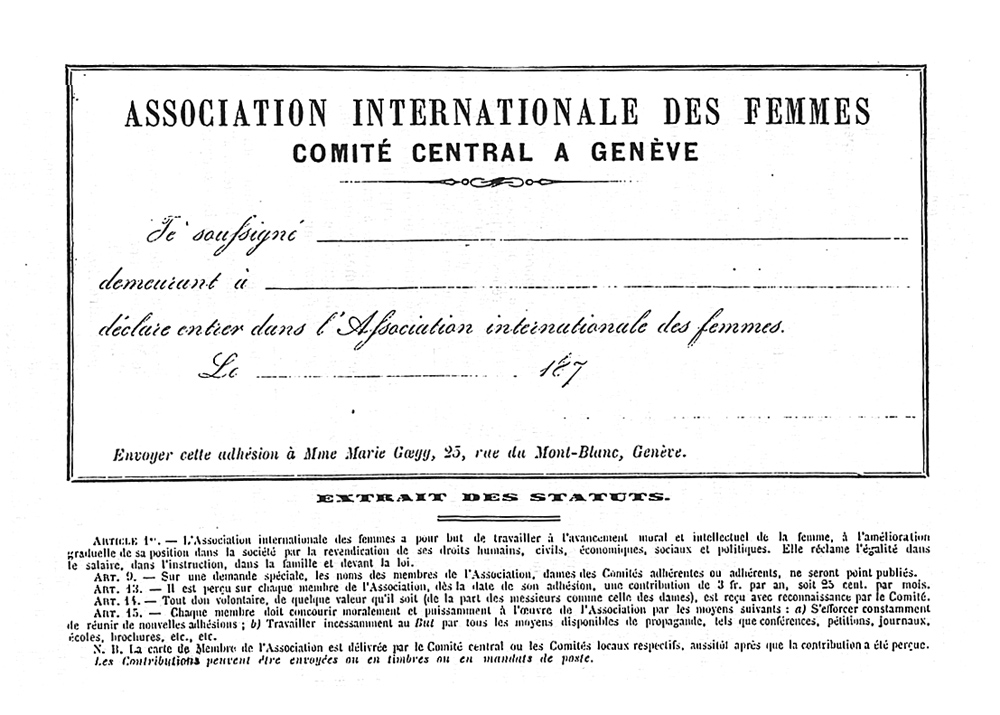
Estatuts de l'Associació Internacional de Dones

El 1867 participà en el congrés fet a Ginebra per la Lliga Internacional de la Pau i la Llibertat, ILPF, una versió aburgesada de l'Associació Internacional dels Treballadors (AIT) o Primera Internacional dels Treballadors (PIT), fundada a Londres el 1864, que aplegava sindicalistes anglesos, anarquistes i socialistes francesos i italians republicans. La ILPF era mixta i Marie Goegg-Pouchoulin en fou nomenada secretària, tresorera; i redactora de la publicació Els États-Unis d'Europe.
Desencisada per la manca de participació de les dones, feu en el diari de la ILPF una crida a construir «Els Estats Units d'Europa» i fundà al 1868 l'Associació Internacional de Dones, IAW, la primera associació feminista suïssa, que advocava pels drets polítics de les dones i es vinculà estretament a la ILPF, que afegí els drets de les dones a les seues reivindicacions. Marie Goegg-Pouchoulin sostenia que la participació de la dona en els afers públics era vital per a aconseguir la pau, la qual cosa era un postulat també de la ILPF, i donà suport al sufragi. Fou la primera suïssa a parlar en públic en el congrés de la ILPF del 1868 a Berna i el seu discurs fou pels drets de les dones. Es tractava de la primera col·laboració internacional entre grups pels drets de les dones anticipant el Consell Internacional de Dones, que es creà al 1888, i unificava grups que lluitaven per l'accés de les dones a l'educació i a l'esfera pública així com per l'abolició de la prostitució. El 1869 funda Le Journal des femmes, la primera revista feminista de Suïssa.
La IAW va interrompre les seues activitats el 1870 en iniciar-se la Guerra francoprussiana i el 1872 Marie Goegg-Pouchoulin fundà Solidaritat: Associació per a la Defensa dels Drets de les Dones, successora de l'Associació Internacional de Dones. Marie també recolzà la lluita de Josephine Butler en favor de les prostitutes i s'uní a la Federació Abolicionista Internacional.(6) D'altra banda, el 1872 fou la primera dona que va exercí a Suïssa el dret de petició; la seua exigència, secundada per 30 dones, va portar al Gran Consell de Ginebra a aprovar una llei que establia igualtat d'hòmens i dones per a l'ingrés a l'Acadèmia de Ginebra, més endavant Universitat de Ginebra, que esdevingué la segona universitat de Suïssa mixta; la primera en fou la Universitat de Zuric el 1868. Va aconseguir que el 1874 Vaud abolís el règim de tutela de les dones. Es tractava d'una legislació que en el camp dels drets civils equiparava les dones solteres o vídues als menors d'edat, disminuïts mentals i criminals. També com a conseqüència de la seua lluita, el Cantó de Basilea prengué la mateixa mesura el 1877 i el 1912 es va adoptar arreu de l'estat.
El 1874, Amand Goegg abandonà a Marie mentre realitzava una gira de conferències a Austràlia i la va despullar de la seua fortuna paterna. Ferida per l'acció de qui havia estimat per tants anys, abandonà la militància per a deixar que una generació nova n'assumís la responsabilitat, però aviat en reprengué l'activitat. Va presidir Solidaritat entre 1875 i 1880, quan es va dissoldre. L'elegiren el 1886 per a integrar el Consell d'Administració de la Federació Abolicionista Internacional, i el 1891 com a vicepresidenta de la Unió de Dones de Ginebra.(6) Marie Geogg-Pouchoulin va morir a Ginebra el 24 de març del 1899. Va ser una de les primeres feministes igualitàries de Suïssa i un símbol de les dones progressistes de la Suïssa francòfona.